# Margaret Hallahan
Pour les articles homonymes, voir Hallahan.
Margaret Hallahan, aussi connue sous le nom de Marguerite de la Mère de Dieu, née le 23 janvier 1803 à Londres et morte le 10 mai 1868 à Stone, est une religieuse catholique irlandaise, fondatrice des dominicaines de Sainte Catherine de Sienne.

## Biographie

### Une vocation tardive
Issue d'une très modeste famille catholique irlandaise, Margaret Hallahan devient orpheline à l'âge de 9 ans. Elle est alors envoyée dans un orphelinat à Somers Town, où elle vit pendant deux ans, avant de partir travailler comme servante. En 1826, elle accompagne ses maîtres à Bruges, en actuelle Belgique, où elle sert pendant une semaine comme sœur laïque au couvent des Augustines anglaises. C'est là qu'apparaissent les prémices de sa vocation religieuse.
En 1842, elle devient tertiaire dominicaine en Irlande, puis part pour l'Angleterre et s'installe à Coventry, où elle devient une proche de l'abbé William Bernard Ullathorne, futur évêque de Birmingham, et travaille auprès d'autres femmes dans une usine. 

### Les Dominicaines de Sainte Catherine
Souhaitant fonder un couvent, Sœur Margaret est bientôt rejointe par quelques femmes pieuses. Elle fonde alors, avec le consentement des pères dominicains, une communauté de laïques consacrées, dont le principal objectif serait d'exercer la charité. Néanmoins, la règle des Fraternités laïques dominicaines ne convient pas à la vie communautaire ; Sœur Margaret rédige donc des constitutions qu'elle adapte à ses propres besoins. Les premiers vœux sont professés en 1845, durant la fête de l'Immaculée Conception. 
Fondée à Coventry, la communauté déménage à Bristol, où plusieurs écoles sont placées sous leur autorité. Une partie des religieuses est ensuite envoyée à Longton, où elles travaillent au champ. En 1851, la congrégation reçoit l'approbation pontificale ; l'année suivante, le couvent Saint-Dominique est érigé à Stone et devient la maison-mère de la communauté. Mère Margaret fonde dans le même temps un hôpital pour incurables à Longton, et un autre, moins important, à Bristol. En 1857, elle ouvre également un couvent et un orphelinat à Stoke-on-Trent, près de Stone. 
En 1858, la fondatrice obtient la confirmation définitive de ses constitutions. Elle fonde alors de nouvelles communautés à Bow, Marychurch et Torquay, avant de mourir le 10 mai 1868.